# Liste de logiciels de statistiques
Ceci est une liste incomplète de logiciels ou de langages destinés à différents types d'analyse statistique. 
Ces outils peuvent être généralistes ou plus spécialisés.

## Logiciels propriétaires
- ADN Harmonie - logiciel d'analyse statistique et de représentation graphique.
- AMOS (Analysis of MOment Structures).
- Analytica - logiciel de modélisation visuelle.
- APIQual - Logiciel de spc / msp simplifie temps reel, les bases des statistiques pour les opérateursn
- AreYouNet.com - logiciel en ligne de création d'enquêtes et d'analyse statistique.
- Askia - logiciel de création d'enquêtes et d'analyse statistique.
- ASReml - logiciel implémentant le modèle linéaire à effets mixtes, permet d'utiliser de nombreuses structures de corrélations sur les résidus, notamment des structures spatiales auto-régressives. Existe en version stand alone et en version paquet R, les syntaxes de ces deux versions diffèrent. Peut fonctionner avec une licence monoposte ou grâce à un serveur de licences.
- B34S - un des logiciels les plus compréhensibles techniquement.
- BayesiaLab - logiciel pour le traitement des réseaux bayésiens.
- CORICO - plan d'expériences, analyse de données, Iconographie des corrélations, séries temporelles.
- CHARTrunner - pour des schémas d'amélioration de la qualité.
- CORExpress - régressions par composantes corrélées et sélection de variables.
- EasyFit - logiciel pour la distribution des probabilités.
- EasyMedStat - application de biostatistiques automatisées.
- EduStat - logiciel d'analyse statistique utilisé dans le domaine de l'éducation.
- Ellistat - statistiques générales, simple d'utilisation.
- EViews - pour l'économétrie.
- GAUSS - langage de programmation pour les statistiques.
- Genstat (en) - statistiques générales, dont le modèle linéaire à effets mixtes.
- IMSL - bibliothèque de fonctions mathématiques et statistiques.
- JMP - statistiques générales, exploration visuelle interactive.
- KITTAG - plans d'expériences Taguchi + Plans de mélange.
- Le sphinx - traitement statistique des données d'enquêtes d'opinion.
- LatentGold - traitement de la méthode des classes latentes.
- MATLAB - langage de programmation ayant des fonctionnalités statistiques.
- Mentor - pour la recherche de marché.
- Minitab - statistiques générales.
- Modalisa - simple, adapté aux questionnaires.
- Modde - logiciel pour l'élaboration et l'analyse de plans d'expériences.
- NCSS (en)
- O-Matrix (en) - langage de programmation.
- ONISA - Solution d'analyse statistique gratuite en ligne.
- OMNISCOPE - Un seul outil pour l'import de données multi-sources, la préparation, l'analyse prédictive et la datavisualisation.
- Point Horizon - statistiques et analyse non linéaire (pour la prédiction de séries et l'approximation de système).
- PRISM - grapheur scientifique en 2D et 3D avec des fonctions statistiques orientées sciences biomédicales.
- Pvalue.io - logiciel de biostatistiques en ligne spécialisé dans l'analyse des données médicales.
- Query Management Facility, outil de reporting et d'analyse.
- RATS - pour l'analyse des séries temporelles.
- SAS - Puissant logiciel statistique, les plus complets techniquement. Initialement utilisé dans des contextes industriel demandant de traiter de gros volumes de données.
- SHAZAM (en) - pour l'économétrie.
- S - S est un langage de programmation statistique initialement développé par John Chambers et (dans de précédentes versions) Rick Becker et Allan Wilks of Bell Laboratories. Le but de ce langage, comme voulu par John Chambers est "de traduire les idées en des outils logiciels, de façon rapide et fidèle". De nos jours, une version de S couramment utilisées est R, logiciel libre qui, dialecte de S, permet de programmer en S3 et S4. S et particulièrement R sont prisés par les statisticiens méthodologistes qui fournissent de nombreuses contributions.
- S-PLUS -  S-PLUS est une implémentation commerciale du langage de programmation S.
- SOSstat - logiciel de statistique appliqué à la qualité.
- SPAD - logiciel d'analyse de données, de statistique et de data mining.
- Simca-P+ - logiciel pour les méthodes PLS (Partial Least Squares) et les analyses multivariées. Il utilise l'algorithme NIPALS qui permet de traiter des données avec quelques données manquantes.
- SPSS - un des logiciels les plus compréhensibles techniquement.
- Stata - statistiques générales.
- Statgraphics - analyses statistiques et graphiques.
- Statistica - statistiques générales, data mining et informatique décisionnelle.
- Stat/Transfer - transfert de données statistiques entre différents formats de fichier.
- StatXact.
- SurveyMiner - logiciel de traitement de données statistiques et de rapports intégré dans Microsoft Excel.
- SOCR - outils en ligne d'apprentissage des statistiques et de la théorie des probabilités.
- SYSTAT (en) - statistiques générales.
- Vitalnet - pour l'analyse des données de santé.
- Weibull++ - statistiques générales.
- Wysuforms - logiciel de création et d'analyse statistique d'enquêtes en ligne.
- XLSTAT - logiciel de statistique et d'analyse de données intégré dans Microsoft Excel.
- XploRe - logiciel de statistiques développé par la société allemande MD*Tech.
- World Programming System - logiciel permettant de créer, modifier et exécuter des programmes écrient dans le langage SAS.
- Qualtrics - un des logiciels les plus intuitifs pour l'analyse statistique.

## Logiciels libres
- Apohenia - une bibliothèque de fonctions statistiques pour le C.
- Bayesian Filtering Library.
- GNU Octave - langage de programmation ayant des fonctionnalités statistiques, Octave a une syntaxe proche de celle de MATLAB.
- G*Power - G*Power est un logiciel qui permet de calculer le nombre d'unités statistiques pour obtenir une puissance de test a priori. Le calcul de puissance est disponible pour différents types de tests[1].
- gretl - Gnu Regression, Econometrics and Time-series Library.
- JASP (en) - Un logiciel de statistiques open source et gratuit développé avec le soutien de l'université d'Amsterdam.
- JMulTi.
- MentDB Weak.
- OpenBUGS (en) OpenBUGS[2] est un équivalent open source du logiciel WinBUGS (Cf. ci-dessous). Comme WinBUGS il peut être appelé depuis R depuis le paquet R2OpenBUGS, il existe une implémentation directe dans R, BRugs[3].
- PSPP Environnement de statistiques utilisé pour la visualisation et l’analyse d’échantillons. PSPP se veut compatible avec SPSS.
- Python Langage de programmation qui a fait une incursion dans l'analyse de données depuis quelques années.
- R - R est une implémentation du langage S de programmation pour les statistiques. De nombreux paquets additionnels existent pour ce logiciel. R est actuellement une référence dans le monde des statistiques.
- RStudio - RStudio est une interface conviviale de type IDE pour R. Elle présente de nombreuses , création de paquets, gestion de versions, etc. Le directeur scientifique de RStudio est actuellement Hadley Wickham[4] qui est également à l'origine du paquet Shiny et du Tidyverse.
- Shiny - Shiny est un paquet R relié à RStudio et au Tidyverse qui permet de créer des interfaces graphiques dynamiques sous forme d'applications Web. Les applications Shiny peuvent être installées sur un serveur et ainsi permettre à des utilisateurs distants de les utiliser pour leurs propres données ou des données fournies avec l'application [5].
- SciGraphica.
- SCILAB - langage de programmation ayant des fonctionnalités statistiques.
- Shogun - une boîte à outils pour l'apprentissage automatique.
- SOCR.
- Statistiklabor (de) - basé sur R et développé à des fins éducatives.
- Talend - logiciels d'intégration de données open source en temps réel.
- Tanagra - Université Lumière Lyon 2.
- Tidyverse - Le Tidyverse est une suite de paquets R (qu'on peut qualifier d'écosystème) dont le but est de moderniser l'utilisation de R. Créé par le statisticien Hadley Wickham, fournit de nouveaux objets (TidyR), de nouvelles commandes pour manipuler les données (dplyr), créer des graphiques haute définition (ggplot2), faire du reporting de façon simple et reproductible (Rmarkdown), paralléliser ses calculs (Purrr), etc.[6],
- SciGraphica.
- Weka - logiciel d'apprentissage automatique écrit par l'université de Waikato en Nouvelle-Zélande.
- WOMBAT - WOMBAT[7] est un logiciel qui implémente le modèle linéaire à effets mixtes en utilisant l'algorithme REML.
- WinBUGS (en) WinBUGS fait partie du projet BUGS[8] (Bayesian inference Using Gibbs Sampling), qui cherche à mettre à disposition des statisticiens appliqués des méthodes bayésiennes utilisant les chaînes MCMC. Il peut être appelé depuis R via le paquet R2WinBUGS[9]. JAGS, Stan et NIMBLE sont d'autres logiciels proposant des fonctionnalités équivalentes à WinBUGS [10].
- xLispStat - logiciel libre multiplateformes d'analyse statistique.

## Domaine public
- Epi Info Epidemiologic statistics, tables, graphs, and maps.
- CDC EZ-Text.
- CSPro - Census and Survey Processing System.
- X-12-ARIMA (en), désaisonnalisation de séries temporelles.

## Gratuiciels
- WinIDAMS.
- BV4.1.
- GenStat Discovery Edition - version de GenStat à utiliser gratuitement dans les pays en développement.
- web:reg.

#### Sites internet
- (en) « GNU Octave »
- (en) « Python »
- (en) « Python (distribution Anaconda) »
- (en) « The Comprehensive R Archive Network (CRAN) »
- (en) « RStudio »
- (en) « Tidyverse »
- (en) « Shiny »
- (en) « SAS »
- (en) « Scilab »